# Luca De Carlo
Luca De Carlo (nascido em 7 de agosto de 1972) é um político italiano.

## Carreira política
Ele foi eleito para o Senado Italiano numa eleição suplementar em Villafranca di Verona realizada em setembro de 2020 para suceder Stefano Bertacco, falecido em junho. De Carlo é o primeiro parlamentar na história da Itália a ser eleito para a Câmara e o Senado durante a mesma legislatura.